# Абделькадер Талеб Умар
Абделькадер Талеб Умар (араб. عبد القادر طالب عمر, нар. 1951) — політичний діяч Західної Сахари, чинний прем'єр-міністр країни від 29 жовтня 2003 року.